# Roter Stern Leipzig

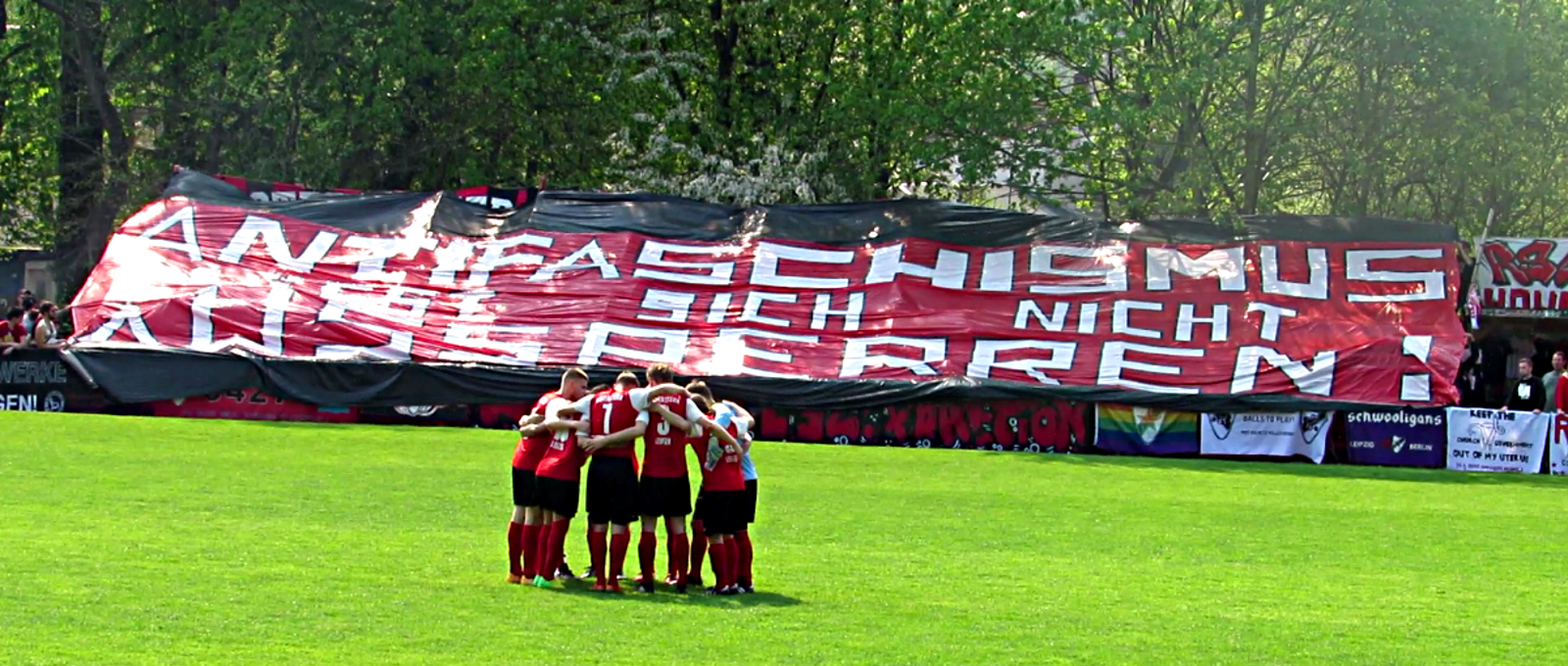
Choreo der Roten Allez! Fraktion, vorne Spieler

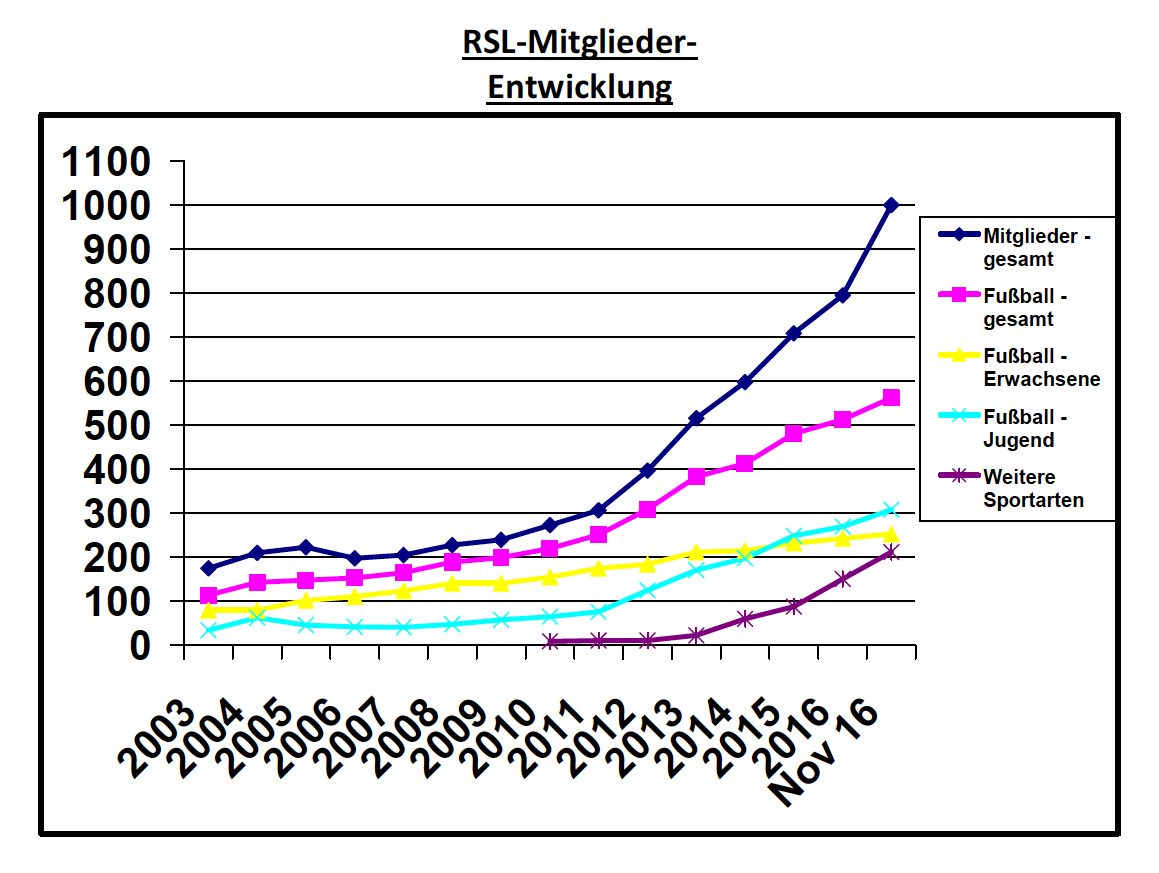
Mitgliederentwicklung (2016)

Roter Stern Leipzig ’99 e. V. (RSL) ist ein Leipziger Sportverein aus dem Stadtteil Connewitz. Die Bedeutung des heute über 1.500 Mitglieder und 19 Abteilungen starken Clubs liegt weniger in seinen sportlichen Erfolgen als in seinem Selbstverständnis als „kultur-politisches Sportprojekt im Spannungsfeld zwischen normalem Fußballverein und linksradikaler Politik“, mit dem er sich deutlich von vielen anderen Sportvereinen unterscheidet.

## Geschichte

### Fußball
Roter Stern Leipzig ’99 e. V. wurde am 1. Februar 1999 als Fußballverein von 20 alternativen Jugendlichen gegründet. Am 5. September 1999 bestritten die 1. und die 2. Herrenmannschaft ihr erstes Pflichtspiel im Spielbetrieb der 3. Kreisklasse, der untersten Liga im deutschen Fußball-Ligasystem (11. Liga). In den darauffolgenden Jahren gelangen der ersten Mannschaft mehrere Aufstiege und der Einzug in das Stadtpokalfinale 2002, in welchem ein neuer Zuschauerrekord aufgestellt wurde; in der Saison 2008/09 erreichte sie schließlich den Einzug in die Leipziger Bezirksklasse (8. Liga).
Am 24. Oktober 2009 kam es während eines Auswärtsspiels in Brandis zu Ausschreitungen mehrerer Dutzend Randalierer rechtsextremen Hintergrunds, in deren Folge Ermittlungen wegen des Tatverdachts des schweren Landfriedensbruchs und der gefährlichen Körperverletzung gegen Unbekannt eingeleitet wurden. In den 12 Monaten danach wurden fünf Täter zu Haftstrafen zwischen zwei und drei Jahren verurteilt. 19 weitere Verfahren folgten.
Am 22. Mai 2011 sicherten sich die Sterne fünf Spiele vor Saisonende durch ein torloses Unentschieden gegen die SG Rotation Leipzig vor 780 Zuschauern den Aufstieg in die Bezirksliga Leipzig Nord (7. Liga). Dort erreichte die Mannschaft in der Saison 2011/12 den 13. (und letzten) Platz und stieg damit in die neu geschaffene Stadtliga ab, welche die bisherigen Bezirksklasse-Staffeln ersetzte.
Zur Rückrunde der Saison 2013/14 stieg der britische Sportartikelhersteller Lonsdale als Trikotsponsor der 1. und 2. Herrenmannschaft ein. Zudem stellte das Unternehmen einen Bus mit Lautsprecheranlage bereit, der auch außerhalb des Platzes, etwa auf antifaschistischen Demonstrationen, zum Einsatz kommt.
Die Spielzeit 2014/15 entwickelte sich zu einer sehr erfolgreichen: Außerhalb des Platzes wurde der Bau des 700.000 Euro teuren „Sozialtraktes“ umgesetzt. Hierbei wurde in eine alte leerstehende und unter Denkmalschutz stehende Turnhalle ein „neues“ Gebäude mit Umkleidekabinen und Duschen gebaut. Auf dem Platz lieferte sich die erste Mannschaft ein Kopf-an-Kopf-Rennen mit dem VfK Blau-Weiß Leipzig und blieb 13 Spiele in Folge siegreich. Am letzten Spieltag kam es zu einer ungewöhnlichen Situation: Roter Stern Leipzig hatte einen Punkt Rückstand auf den Tabellenführer Blau-Weiß Leipzig, beide Vereine trafen in ihrem Spiel auf vermeintlich leichte Gegner. 10 Minuten vor Ende der Partien führte Roter Stern in seinem Spiel mit 8:1, während Blau-Weiß in ihrer Partie mit 1:2 zurücklag. Aufsteiger wäre somit RSL. Dann zog ein Unwetter über Leipzig hinweg; nach kurzen Unterbrechungen konnten alle Partien zu Ende gespielt werden, ausgenommen jedoch jene von Blau-Weiß, welche abgebrochen wurde. Dabei konnte auch eine Paarung beim LSV Südwest, 500 Meter Luftlinie vom Blau-Weiß-Stadion entfernt, ordnungsgemäß zu Ende gespielt werden. Das Sportgericht entschied zehn Tage darauf, das Spiel mit 0:2 gegen Blau-Weiß zu werten. Somit wurden die Sterne Stadtmeister und stiegen in die Landesklasse Nord auf.

### Mitgliederentwicklung
In den ersten 10 Jahren nach der Gründung stieg die Mitgliederzahl des Vereins auf rund 200 an. Ab dem Jahr 2009 ist ein großer Zuwachs zu verzeichnen, im November 2016 begrüßten die Sterne das tausendste Mitglied. Allein im Jahre 2016 schlossen sich dem Projekt über 300 Menschen neu an. Im Oktober 2022 wurde das 1700. Vereinsmitglied aufgenommen. Bei keinem anderen Leipziger Sportprojekt spielen so viele Menschen Fußball wie beim RSL (637 Stand: 1. Februar 2018). Diese verteilen sich auf mehrere Mannschaften, darunter eine vollständige Jugendabteilung mit über zwanzig Kinderteams, eine Frauen-, zwei Senioren- und sechs Herrenmannschaften.

### Weitere Sportarten
Neben der Fußball-Abteilung sind im Verein heute weitere Sportarten vertreten wie Basketball, Boxen, Handball, Volleyball, Roller Derby, Tennis, Triathlon, Croquet, Tischtennis, Kindersport, Badminton, Darts, Laufen, Leichtathletik, Radsport.
Im Oktober 2016 verkündete die Roller-Derby-Abteilung des SC DHfK Leipzig, die Riot Rocketz, ihren geschlossenen Übertritt zu Roter Stern Leipzig. Sie begründete diesen Schritt unter anderem mit dem politischen Selbstverständnis und dem öffentlichen Auftreten des RSL. Im Oktober 2018 stieg die Roller Derby Abteilung in die 2. Bundesliga auf. Insgesamt bieten die Roten Sterne mittlerweile 19 verschiedene Sportarten an.
Im Mai 2017 gab die Stadt Leipzig die Übergabe eines Nutzungsvertrags für die Sportanlage an der Teichstraße an den RSL bekannt, welcher im Juli 2018 in einen Pachtvertrag über einen Zeitraum von 30 Jahren umgewandelt wurde. Am 25. November 2022 erfolgte der Spatenstich zum Ausbau, bei dem zwei Kunstrasenfelder entstehen. Die Kosten betragen 1,3 Mio. €, wobei der Verein 260.000 € selbst beisteuert.

### Preise und Auszeichnungen
Am 8. November 2009 wurde der Verein in der Dresdner Frauenkirche mit dem Sächsischen Förderpreis für Demokratie ausgezeichnet. Der Preis ist mit 15.000 Euro dotiert und „erfolge allein aufgrund des mutigen Engagements des Vereins“, so Jurymitglied Anetta Kahane.
Am 17. September 2010 wurde der Verein mit dem Julius-Hirsch-Preis ausgezeichnet; dieser Preis ist mit insgesamt 20.000 Euro dotiert. Der Deutsche Fußball-Bund ehrte Roter Stern Leipzig wegen seines Einsatzes gegen jede Diskriminierung aufgrund von Geschlecht, Herkunft oder sexueller Präferenz mit dem zweiten Platz.

## Selbstverständnis und gesellschaftliches Engagement
Die Mitglieder des Vereins vertreten verschiedene vornehmlich politisch linke Positionen. Der Rote Stern Leipzig grenzt sich eindeutig gegen rassistische und diskriminierende Tendenzen ab. Durch die jährliche Teilnahme von über hundert Mitgliedern des Vereins bei der Antirassistischen Weltmeisterschaft, organisiert von der deutsch-italienischen Organisation Istoreco/Progetto Ultra, wird vereinsintern für Toleranz, ein friedliches Miteinander und Weltoffenheit geworben. In den Jahren 2000 und 2007 organisierte der Verein das halbjährlich stattfindende Bündnis-aktiver-Fußballfans-Treffen. Die von der Projektgruppe Flutlicht erstellte Ausstellung BallARBEIT – Szenen aus Migration und Fußball präsentierte der Verein im Oktober 2008 in der Universität Leipzig. Auf lokaler Ebene macht Roter Stern Leipzig durch Presseerklärungen und Publikationen auf rassistische und diskriminierende Tendenzen in Leipziger Fußballvereinen aufmerksam.
Über den Sport hinaus sieht sich der Verein als politisches Kulturprojekt, bei dem neben dem Spielbetrieb verschiedener Sportteams auch Konzerte, Diskos, Demonstrationen oder ähnliches organisiert werden. Hierzu gehört auch die Veröffentlichungen der Benefiz-CDs More than soccer und der Fanzines Prasses Erben und Kiezkicker. Die sonst allgemein üblichen Vereinsstrukturen von Fußballvereinen, in denen gewählte Vorstände die Geschicke des Vereins lenken, werden abgelehnt und stattdessen den Verein betreffende Themen in einem wöchentlichen Plenum diskutiert und schließlich gemeinsam Entscheidungen getroffen.
Im Jahr 2009 startete der Rote Stern die Initiative für mehr gesellschaftliche Verantwortung im Breitensport-Fußball (IVF). Neben dem Roten Stern Leipzig ist die Faninitiative Bunte Kurve Träger der IVF. Es wird im Bereich des Leipziger Fußballs, der vom Fußballverband Stadt Leipzig e. V. (FVSL) organisiert wird, antidiskriminierend, integrativ und gewaltpräventiv gearbeitet.
Am 11. Januar 2016 attackierten etwa 250 rechte Gewalttäter aus dem Umfeld der Legida-Demonstration rund zwanzig Läden in der Wolfgang-Heinze-Straße in Connewitz. Auch der Fischladen, die Bar des Vereins, wurde angegriffen. Laut Leipziger Polizei handelte es sich bei den Angreifern um rechtsextreme Fußball-Hooligans von Dynamo Dresden, des 1. FC Lokomotive Leipzig und des Halleschen FC. In Reaktion darauf organisierte der RSL, in Zusammenarbeit mit der Amadeu Antonio Stiftung, dem UT Connewitz und vielen anderen Projekten, eine Spendenaktion, durch welche mehr als 50.000 Euro für die Geschädigten gesammelt werden konnten.
Im Oktober 2016 startete der Verein die Kampagne Kiezclub in den Kiez, um den lang ersehnten Sportplatz in Leipzig-Connewitz zu erhalten. Dafür konnte innerhalb eines Monats die Unterstützung von 250 Projekten, Politikern und Initiativen aus über 20 Ländern gewonnen werden.
Ende November 2016 eröffnete der RSL mit seiner Initiative für mehr gesellschaftliche Verantwortung im Breitensport-Fußball (IVF) die Ausstellung Strafraum Sachsen 2.0 – Fußball zwischen Ressentiment und Integration, eine aktualisierte Version der gleichnamigen Ausstellung von 2009. Gefördert wurde die Initiative durch das Landesprogramm Weltoffenes Sachsen für Demokratie und Toleranz des Sächsischen Staatsministeriums für Soziales und Verbraucherschutz.

## Ligazugehörigkeit der 1. Herrenmannschaft der Fußballabteilung
| 1999/2000                                                      | 11 | 3. Kreisklasse (Staffel 3) | 1.  | 97:19  | 51 | 1. Runde      | 1. Spielabbruch aufgrund von Pyrotechnik                                |
| 2000/2001                                                      | 10 | 2. Kreisklasse (Staffel 2) | 1.  | 100:28 | 62 | 2. Runde      | Projekt findet Erwähnung auf Website des Verfassungsschutzes Sachsen    |
| 2001/2002                                                      | 9  | 1. Kreisklasse (Staffel 2) | 3.  | 61:22  | 53 | Finale        | 1300 Zuschauer im Pokalfinale                                           |
| 2002/2003                                                      | 8  | Stadtliga (Staffel 2)      | 5.  | 46.35  | 38 | Halbfinale    | Frauenteam im Pokalfinale                                               |
| 2003/2004                                                      | 8  | Stadtliga (Staffel 2)      | 6.  | 45:39  | 41 | Viertelfinale | Freundschaftsspiel gegen Türkiyemspor Berlin                            |
| 2004/2005                                                      | 8  | Stadtliga (Staffel 2)      | 2.  | 54:33  | 52 | 2. Runde      |                                                                         |
| 2005/2006                                                      | 8  | Stadtliga (Staffel 2)      | 7.  | 52:39  | 38 | Achtelfinale  | Frauenteam im Pokalfinale                                               |
| 2006/2007                                                      | 8  | Stadtliga                  | 3.  | 72:34  | 55 | Halbfinale    |                                                                         |
| 2007/2008                                                      | 8  | Stadtliga                  | 5.  | 62:36  | 53 | Sieger        |                                                                         |
| 2008/2009                                                      | 9  | Stadtliga                  | 1.  | 71:31  | 61 | Sieger        | Frauenteam auch Pokalsieger                                             |
| 2009/2010                                                      | 8  | Bezirksklasse (Staffel 2)  | 6.  | 50:35  | 54 | 2. Runde      | Überfall durch gegnerische Hooligans in Brandis, Spielabbruch in Mügeln |
| 2010/2011                                                      | 8  | Bezirksklasse (Staffel 2)  | 1.  | 74:17  | 76 | 3. Runde      | Ungeschlagen, 1500 Zuschauer beim Vereinsfest                           |
| 2011/2012                                                      | 7  | Bezirksliga Nord           | 13. | 29:75  | 11 | 2. Runde      | Zuschauerschnitt bei Heimspielen: 430                                   |
| 2012/2013                                                      | 8  | Stadtliga                  | 3.  | 85:53  | 63 | 2. Runde      | Internationales Freundschaftsspiel gegen Partizan Minsk                 |
| 2013/2014                                                      | 8  | Stadtliga                  | 8.  | 57:55  | 36 | Halbfinale    | D-Jugend im Pokalfinale                                                 |
| 2014/2015                                                      | 8  | Stadtliga                  | 1.  | 94:37  | 75 | Viertelfinale | Nach Spielabbruch am letzten Spieltag Aufstieg am Grünen Tisch          |
| 2015/2016                                                      | 7  | Landesklasse Nord          | 14. | 42:62  | 30 | 1. Runde      | Orga und Bau eines Sozialtrakts für rund 800.000 Euro                   |
| 2016/2017                                                      | 7  | Landesklasse Nord          | 11. | 55:70  | 38 | 1. Runde      | Der Verein hat erstmals mehr als 1000 Mitglieder                        |
| 2017/2018                                                      | 7  | Landesklasse Nord          | 12. | 47:52  | 36 | 2. Runde      | RSL erhält Pachtvertrag für die Sportanlage Teichstraße                 |
| 2018/2019                                                      | 7  | Landesklasse Nord          | 9.  | 37:55  | 35 | 1. Runde      | Ehrenamtliche Instandsetzung der Teichstr. Schulsportanlagen            |
| 2019/2020                                                      | 7  | Landesklasse Nord          | 7.  | 33:33  | 25 | 1. Runde      | Internationales Freundschaftsspiel gegen den Clapton CFC                |
| 2020/2021                                                      | 7  | Landesklasse Nord          | 12. | 07:11  | 07 | 2. Runde      | Abbruch aufgrund COVID-19-Pandemie                                      |
| 2021/2022                                                      | 7  | Landesklasse Nord          | 7.  | 34:37  | 35 | 2. Runde      |                                                                         |
| Anmerkung: Grün unterlegt = Aufstieg, Rot unterlegt = Abstieg. |    |                            |     |        |    |               |                                                                         |

## Audio
- Mikrokosmos 016 Roter Stern, auswärts, (1/2 Jahr online) von Manuel Waltz, Printversion, Deutschlandfunk, 12. Januar 2018